# Kdam Eurovision 2010
La ventitreesima edizione di Kdam Eurovision (in ebraico קדם אירוויזיון‎?; lett. "Pre-Eurovisione") è stata organizzata dall'emittente israeliana Israel Broadcasting Authority (IBA) per selezionare il brano rappresentante Israele all'Eurovision Song Contest 2010 a Oslo.
Il brano vincitore, che Harel Skaat ha cantato all'Eurovision Song Contest, è stato Milim.

## Organizzazione
L'emittente israeliana Israel Broadcasting Authority (IBA) ha confermato la partecipazione di Israele all'Eurovision Song Contest 2010 il 2 dicembre 2009, annunciando inoltre una collaborazione con l'emittente commerciale Reshet (la seconda dopo quella del 2008), nella scelta del rappresentante nazionale eurovisivo.
Come accade dal 2007, l'artista partecipante all'Eurovision Song Contest è stato selezionato internamente dall'emittente: il 25 dicembre 2009 IBA ha annunciato che Harel Skaat avrebbe rappresentato Israele alla manifestazione europea; nello medesimo giorno l'emittente ha confermato la ventitreesima edizione di Kdam Eurovision che sarebbe stata usata per determinare il brano che l'artista avrebbe cantato all'Eurovision.
La competizione si è tenuta in un'unica serata il 15 marzo 2010 e ha visto Harel Skaat esibirsi con i 4 brani selezionati da una giuria d'esperti, ove il voto combinato della giuria d'esperti e del televoto ha determinato il brano rappresentante Israele all'Eurovision Song Contest 2010.

## Giuria
La giuria della selezione è stata composta da cinque organi giudicanti. I primi quattro organi (Knesset, OGAE Israele, Fan Club ufficiale di Harel Skaat e Giuria televisiva) hanno formato la prima classifica del voto della giuria, mentre la giuria d'esperti, composta da rappresentanti di IBA e della Reshet, hanno composto la seconda classifica.
La giuria televisiva è stata composta da:
- Moshe Datz, rappresentante dello stato all'Eurovision Song Contest 1991 come parte del Duo Datz;
- Svika Pick, paroliere del brano vincitore dell'Eurovision Song Contest 1998;
- Mira Awad, rappresentante dello stato all'Eurovision Song Contest 2009 con Noa.

## Brani e risultati
I quattro brani di Kdam Eurovision, selezionati da una giuria composta da otto membri tra le proposte ricevute, sono stati annunciati il 22 febbraio 2010, per poi essere presentati il successivo 7 marzo.
La finale si è tenuta il 15 marzo 2023 presso gli studi televisivi Neve Ilan ed è stata presentata da Ofer Shechter.
Durante la serata si sono esibiti come ospiti Gali Atari, che ha aperto la serata con Hallelujah, brano vincitore dell'Eurovision Song Contest 1979, e da Shlomi Saranga che si è esibita durante l'Interval Act.
Il voto della giuria e del televoto hanno decretato Milim il brano vincitore della selezione.
| # | Brano       | Lingua  | Autori                     | Punteggio | Punteggio | Punteggio | Posizione |
| # | Brano       | Lingua  | Autori                     | Giuria    | Televoto  | Totale    | Posizione |
| - | ----------- | ------- | -------------------------- | --------- | --------- | --------- | --------- |
| 1 | Le'an       | Ebraico | Eyal Shahar, Sahar Hagay   | 88        | 100       | 188       | 2         |
| 2 | Ela'yich    | Ebraico | Ohad Chitman, Noam Horev   | 72        | 80        | 152       | 3         |
| 3 | Le'hitkarev | Ebraico | Nitzan Keikov, Sahar Hagay | 20        | 0         | 20        | 4         |
| 4 | Milim       | Ebraico | Tomer Hadadi, Noam Horev   | 120       | 120       | 240       | 1         |

| Brano       | Knesset | OGAE Israele | Harel Skaat Fan Club | Giuria televisiva | Giuria d'esperti | Totale |
| ----------- | ------- | ------------ | -------------------- | ----------------- | ---------------- | ------ |
| Le'an       | 10      | 8            |                      | 20                | 50               | 88     |
| Ela'yich    | 8       |              | 8                    | 16                | 40               | 72     |
| Le'hitkarev |         | 10           | 10                   |                   |                  | 20     |
| Milim       | 12      | 12           | 12                   | 24                | 60               | 120    |

## All'Eurovision Song Contest
Harel Skaat si è esibito nella seconda semifinale del 27 maggio 2010, qualificandosi per la finale del 29 maggio. In finale si è classificato al 14º posto, tuttavia è stato il primo artista ad aggiudicarsi i tre Marcel Bezençon Awards dell'edizione, record ad oggi ancora imbattuto.